# بيت الاحمر (إب)

تعديل مصدري - تعديل

بيت الأحمر محلة تابعة لقرية القيف، التابعة لعزلة حرد بمديرية إب إحدى مديريات محافظة إب في الجمهورية اليمنية.، بلغ تعداد سكانها 31 حسب تعداد اليمن لعام 2004.